# Poel
Poel (en alemany: Insel Poel) és una illa del mar Bàltic, al land de Mecklenburg-Pomerània Occidental. Forma els límits naturals septentrional i oriental de la badia de Wismar a la costa alemanya. La costa nord de l'illa forma part de la badia de Mecklenburg. Es troba davant la ciutat hanseàtica de Wismar.
Té una superfície de 36 km² i el 2018 tenia 2.485 habitants. Kirchdorf n'és la localitat més gran. Administrativament és un municipi del districte de Nordwestmecklenburg. Des del 2012 forma part de l'Àrea metropolitana d'Hamburg.
Fins al segle XIX, gairebé tots els habitants vivien de l'agricultura o la pesca. Des d'aleshores el turisme ha anat agafant més importància.